# 丰弗里亚
丰弗里亚（西班牙語：Fonfría）是西班牙卡斯蒂利亚-莱昂萨莫拉省的一个市镇。 总面积132平方公里，总人口1131人（2001年），人口密度9人/平方公里。